# Avry
Pour les articles homonymes, voir Avry (homonymie).
Avry est une commune suisse du canton de Fribourg, située dans le district de la Sarine.

## Géographie

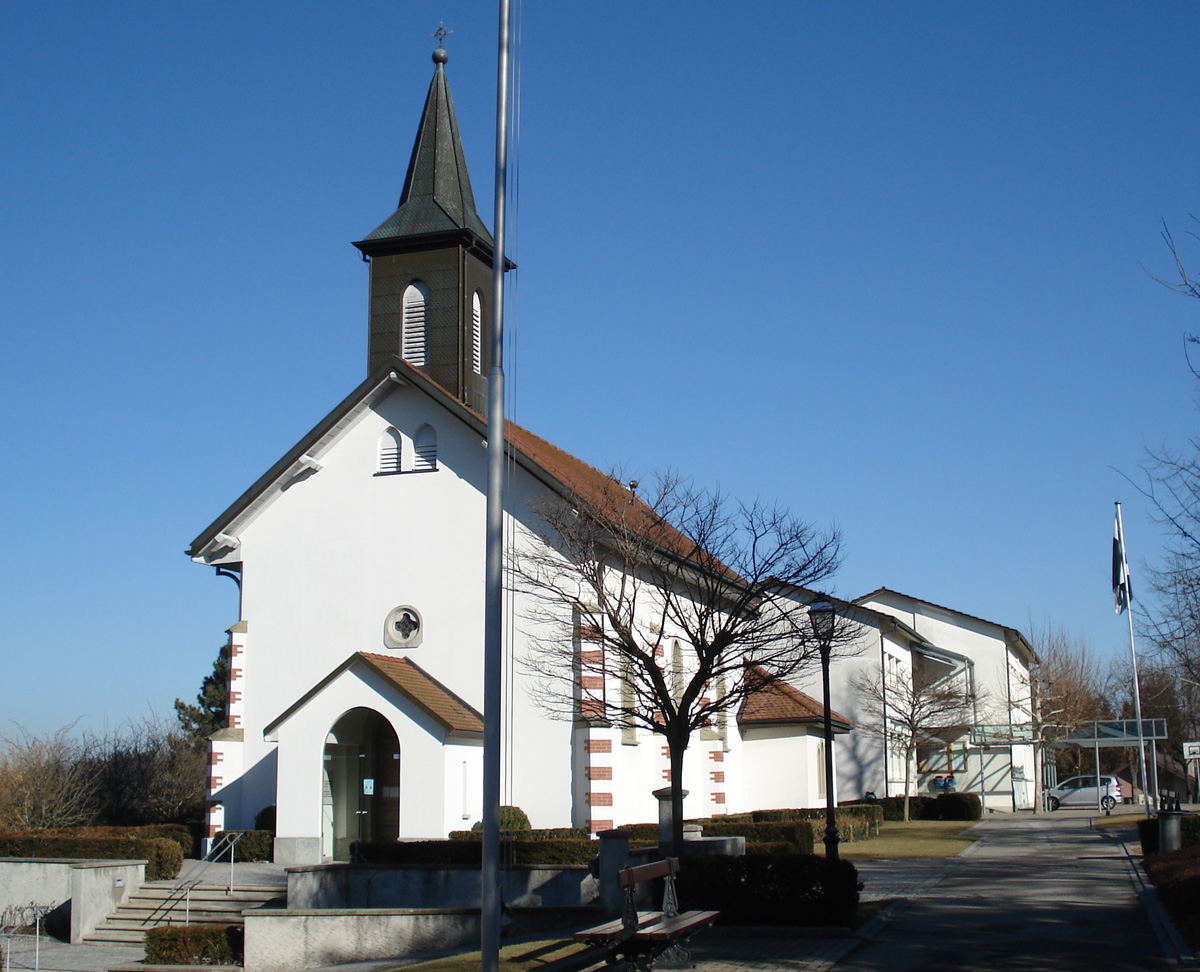
Chapelle de la Sainte Trinité.

Selon l'Office fédéral de la statistique, Avry mesure 583 ha. 15,8 % de cette superficie correspond à des surfaces d'habitat ou d'infrastructure, 72,5 % à des surfaces agricoles, 11,5 % à des surfaces boisées et 0,2 % à des surfaces improductives.
La commune d'Avry est plutôt éclatée, constituée de plusieurs villages et quartiers. Le centre historique est serré le long de l'impasse des Agges et de la route des Murailles, avec ses anciennes fermes et le château de Buman, grande maison praticienne déjà mentionnée en 1704. Plus au nord s'est développé le nouveau centre de la commune, autour de la chapelle de la Sainte Trinité construite en 1897 et les trois écoles ainsi que la maison communale. De nouveaux quartiers se sont construits plus récemment.
Sur la colline de l'Otierdo, ainsi que sur les pentes de la Riviala et de Champ-du-Mont, des quartiers de villas se sont construits. Le quartier de Rosé datant du début du XXe siècle compte la gare CFF ainsi que l'auberge communale et des immeubles d'habitations. Un nouveau quartier a aussi vu le jour à Corjolens. Les quartiers de l'impasse de la Source et de la rue Marie-Favre sont construits en 2007.
Avry compte peu de forêts. Seules deux forêts de superficie réduite se situent sur le territoire communal. La plus importante des deux couvre le versant ouest de la colline de l'Otierdo. Le ruisseau du Ruz la traverse du sud au nord. La partie de la forêt sise sur l'ancienne commune d'Avry-sur-Matran porte le nom de bois du Ruz alors que la partie occidentale, sur la commune de Corjolens, figure sur les plans du XIXe siècle sous l'appellation "le petit bois". La seconde forêt se situe au nord du centre-village de Corjolens et porte le nom de forêt de la Lecca, du nom du ruisseau qui la traverse.
Avry est limitrophe de Corminboeuf, La Brillaz, Matran, Neyruz et Prez. Elle fait partie du périmètre de l'Agglo Fribourg.

## Démographie
Selon le service de la statistique du canton de Fribourg, Avry compte 1925 habitants en 2019 . Sa densité de population atteint 330 hab km2.
Le graphique suivant résume l'évolution de la population d'Avry entre 1850 et 2007 (incluant les communes fusionnées pendant cette période) :

## Toponymie
Avry. La forme primitive d'Avry semble être Apriacus. Ce nom serait formé par le gentilice Aprius et le suffixe -acum, d'origine gauloise. Le gentilice romain Aprius est peut-être attesté dans le nom des villages gruyériens d'Avry-devant-Pont et de Villars-d'Avry.
Rosé. Le quartier de Rosé tire son nom de la gare CFF construite à cet endroit. Pour dénommer cet endroit ainsi que la gare, il fut choisi le mot de Rosé. Il s'agit d'un type gallo-roman ou roman *ROSETU qui pourrait être une combinaison précoce du terme d'origine germanique *rauz qui a donné le français « rosel, roseau », suivi du suffixe gallo-roman collectif -ETU, au sens global de « lieu planté de roseaux ». À l'origine, Rosé était le lieu-dit d'un groupe de ferme plus au Nord, en direction de l'actuel village de Neyruz.
Corjolens. Le nom de la localité de Corjolens est la contraction des deux noms cor et jolens. Le premier est issu de l'ancien-français cort « cour » (jadis court > cour par fausse étymologie) qui désigne la ferme, l'exploitation agricole ou simplement une cour fermée. Jolens se forme sur le nom propre Jolinus, patronyme courant en Suisse romande au Moyen Âge.

## Histoire
Des traces d'occupation ont été découvertes aux abords du lac de Seedorf, faisant remonter les premières installations dans la région à la période du mésolithique. Sous la domination romaine, la région d'Avry voit la création de plusieurs praedia (ferme ou domaine). La famille des Aprii semble être propriétaire d'un de ces grands domaines. Des ruines de villa romaine ont été retrouvées dans le hameau de la Maison Rouge.
La commune d'Avry proprement dite est née le 1er janvier 2001 à la suite de la fusion des deux anciennes communes de Corjolens et d'Avry-sur-Matran. Le nom officiel depuis lors est Avry, mais les anciens villages gardent leur nom.

### Avry-sur-Matran
La première mention d'Avry-sur-Matran (Avri chu Matran  en patois fribourgeois) semble dater de 1162. Il porte le nom de De Avriei. Au Moyen Âge, le territoire d'Avry fait d'abord partie de la seigneurie de Glâne. Le premier seigneur de Glâne, Ulrich est attesté dès 1078. Avec la fondation en 1138 de l'abbaye d'Hauterive, une partie des terres d'Avry passe sous le contrôle des cisterciens. En 1157, Berthold IV de Zaehringen fonde Fribourg.
Le 15 octobre 1442, la ville de Fribourg rachète le territoire d'Avry ainsi que toute la région environnante aux seigneurs de Thierstein. C'est ce territoire, ville de Fribourg et ses campagnes, qui entre dans la Confédération suisse en 1481. La Confédération étant uniquement germanophone, les noms des localités sont germanisés. Avry devient Affry.
Plus tard, le village est mentionné sous le nom Avry ob Matran. Jusqu'au milieu du XXe siècle Avry-sur-Matran reste un bourg agricole. Dans les années 1960, la construction d'immeubles puis l'implantation de grands centres commerciaux accroissent rapidement la population de la Commune. Le village s'étend, des nouveaux quartiers se créent. Le dynamisme de l'économie locale conjugué à la proximité de Fribourg et de l'autoroute change peu à peu le visage d'Avry-sur-Matran.

### Corjolens

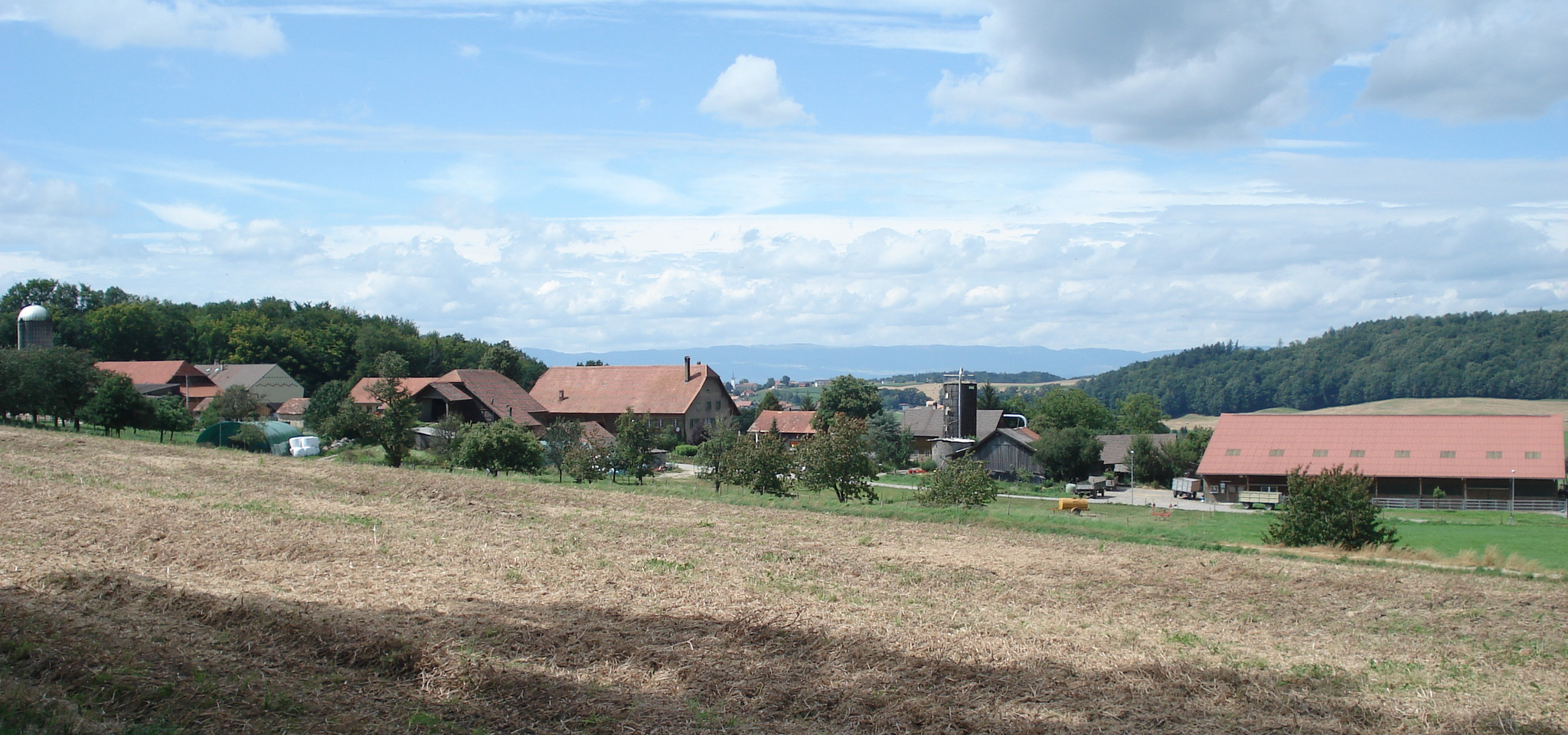
Centre du village de Corjolens.

Corjolens (Kordzolin  en patois fribourgeois) est aussi ancienne que sa voisine Avry. La première attestation connue date de 1173 et mentionne Coriolens sur la grand route Fribourg - Payerne. Le village dépend de la paroisse Saint-André d'Onnens et n'a pas de lieu de culte sur son territoire. En 1811, 63 habitants sont recensés à Corjolens, puis 64 en 1850, 81 en 1900, 90 en 1950 et finalement 84 en 2000. Pour répondre à l'installation très importante de familles réformées, principalement bernoises, tout au long du XIXe siècle dans la région, une école réformée est fondée à Corjolens en 1865. L'enseignement y est donné en allemand. Le bâtiment de l'école de Corjolens est construit en 1909. L'école sera fermée en 1974. Au tout début des années 1930, plusieurs familles bernoises s'installent à Corjolens après les faillites des propriétaires précédents.
| Début | Fin  | syndic            | vice-syndic        |
| ----- | ---- | ----------------- | ------------------ |
| 18--  | 1857 | Jean Dorand       |                    |
| 1857  | 1862 | André Dorand      |                    |
| 1862  | 1900 | Pierre Dorand     |                    |
| 1900  | 1910 | Joseph Dorand     |                    |
| 1910  | 1911 | François Dorand   |                    |
| 1911  | 1917 | Nepomucène Dorand | Henri Progin       |
| 1917  | 1918 | Henri Progin      | inconnu            |
| 1918  | 1923 | Pierre Roulin     | Pierre Hermann     |
| 1923  | 1926 | Christophe Roulin | inconnu            |
| 1926  | 1930 | Christophe Roulin | Ernest Hoffmann    |
| 1930  | 1938 | Christophe Roulin | Raymond Dorand     |
| 1938  | 1942 | Raymond Dorand    | Ernest Scheidegger |
| 1942  | 1946 | Raymond Dorand    | Robert Roulin      |
| 1946  | 1950 | Raymond Dorand    | Pierre Chenaux     |
| 1950  | 1958 | Raymond Dorand    | Hans Nyffeler      |
| 1958  | 1961 | Raymond Dorand    | Georges Messer     |
| 1961  | 1963 | Pierre Chenaux    | Georges Messer     |
| 1963  | 1970 | Pierre Chenaux    | Arthur Haefely     |
| 1970  | 1982 | Pierre Chenaux    | Georges Messer     |
| 1982  | 1990 | Georges Messer    | Gérard Maillard    |
| 1990  | 2001 | Georges Messer    | Francis Chenaux    |

### Avry
Dès l'an 2000, les deux communes voisines de Corjolens et d'Avry-sur-Matran commencent un rapprochement. Le 13 septembre 2000, l'Assemblée communale de Corjolens à l'unanimité de ses 26 membres et l'Assemblée communale d'Avry-sur-Matran à la majorité de 77 voix pour et 2 contre, décident de fusionner. Le Conseil communal de la nouvelle commune comptera 9 sièges, dont deux sont réservés d'office à des élus de Corjolens.
Les premières années de la Commune fusionnée (depuis 2001) ont été particulièrement agitées. Le Conseil communal sorti des urnes en 2001 et devant siéger jusqu'en 2006, se déchire violemment. La mésentente récurrente entre les membres de l'autorité collégiale se répercute sur la vie politique d'Avry. Une majorité du Conseil communal, menée par Madame la Syndique défie trois conseillers minoritaires. La Conseillère Schaer démissionne et après une élection tacite, Madame de Chambrier est élue à sa place sur une liste socialiste. Après plusieurs mois d'instabilité politique, le Préfet de la Sarine, M. Nicolas Deiss suspend temporairement de leurs fonctions tous les conseillers communaux d'Avry le 5 mars 2003. La suspension durera plus d'un an. Un Conseil de gestion est mis en place. Une enquête administrative est ouverte contre les conseillers communaux. Moins d'un mois après la suspension de l'exécutif, les 6 conseillers de l'Entente, dont la syndique Mme Mory, recourent contre leur suspension.
Le préfet de la Sarine rend son rapport sur les agissements du Conseil communal d'Avry, mais le Conseil d'État ordonne une deuxième enquête. L'enquête ne se termine qu'au début de l'année 2004. Le Conseil d'État conclut qu'il ne peut révoquer les conseillers communaux. La suspension prend fin et l'ensemble du Conseil communal est remis en place. La population d'Avry organise des manifestations pacifiques contre le Conseil communal. Après plusieurs semaines de doutes, les conseillers communaux démissionnent les uns après les autres. Après une année d'agitation politique, une élection complémentaire est donc organisée pour occuper l'ensemble des fauteuils du Conseil communal. Le 4 avril 2004, la gauche remporte une majorité des neuf sièges et conduit la commune d'Avry jusqu'à la fin de la législature. L'Entente perd sa mainmise sur la gestion communale et n'occupe plus que 3 mandats.
En mars 2006 ont lieu les élections de la nouvelle législature. Trois listes regroupant 19 candidats se lancent pour conquérir les sièges du Conseil communal. Ces élections confirment la mainmise de la gauche sur le Conseil communal d'Avry et le maintien de son syndic, M. Piller. La liste de l'Alliance Socialistes et Sympathisants décroche 4 mandats, outre M. Piller, Mme de Chambrier, M. Terradillos et M. Messer sont réélus. L'ancienne Entente, parti de l'ex-syndique Mme Mory, ne remporte que 2 mandats (MM Berset et Mosimann). La troisième liste place la nouvelle conseillère Mme Perla. Le nombre de sièges au Conseil communal est abaissé de 9 à 7 et les sièges réservés à Corjolens sont supprimés.
Au printemps 2011 ont eu à nouveau lieu les élections générales. Pour la première fois de l'histoire d'Avry, ce sont 4 listes électorales et 20 candidats qui ont brigué les 7 fauteuils de l'exécutif. Quatre sortants se représentaient, MM. Piller, Messer et Terradillos ainsi que Mme de Chambrier, alors que les deux élus de l'ancienne "Entente" et Mme Perla se retiraient. À la suite des élections du 20 mars 2011, seuls trois des quatre sortants ont retrouvé leur fauteuil. Carlos Terradillos qui visait une réélection sur la liste "Alliance Socialistes et Sympathisants" est éjecté. La liste Alliance Socialistes et Sympathisants remporte malgré tout 3 sièges (-1), l'Alliance du Centre-Droit 2 sièges (=) et la Liste citoyenne 2 sièges (+2). Il est à noter que la liste "Mouvement indépendant Avry-Rosé-Corjolens" qui comptait une élue en la personne de Mme Perla perd son siège.

## Densité, transports et communication

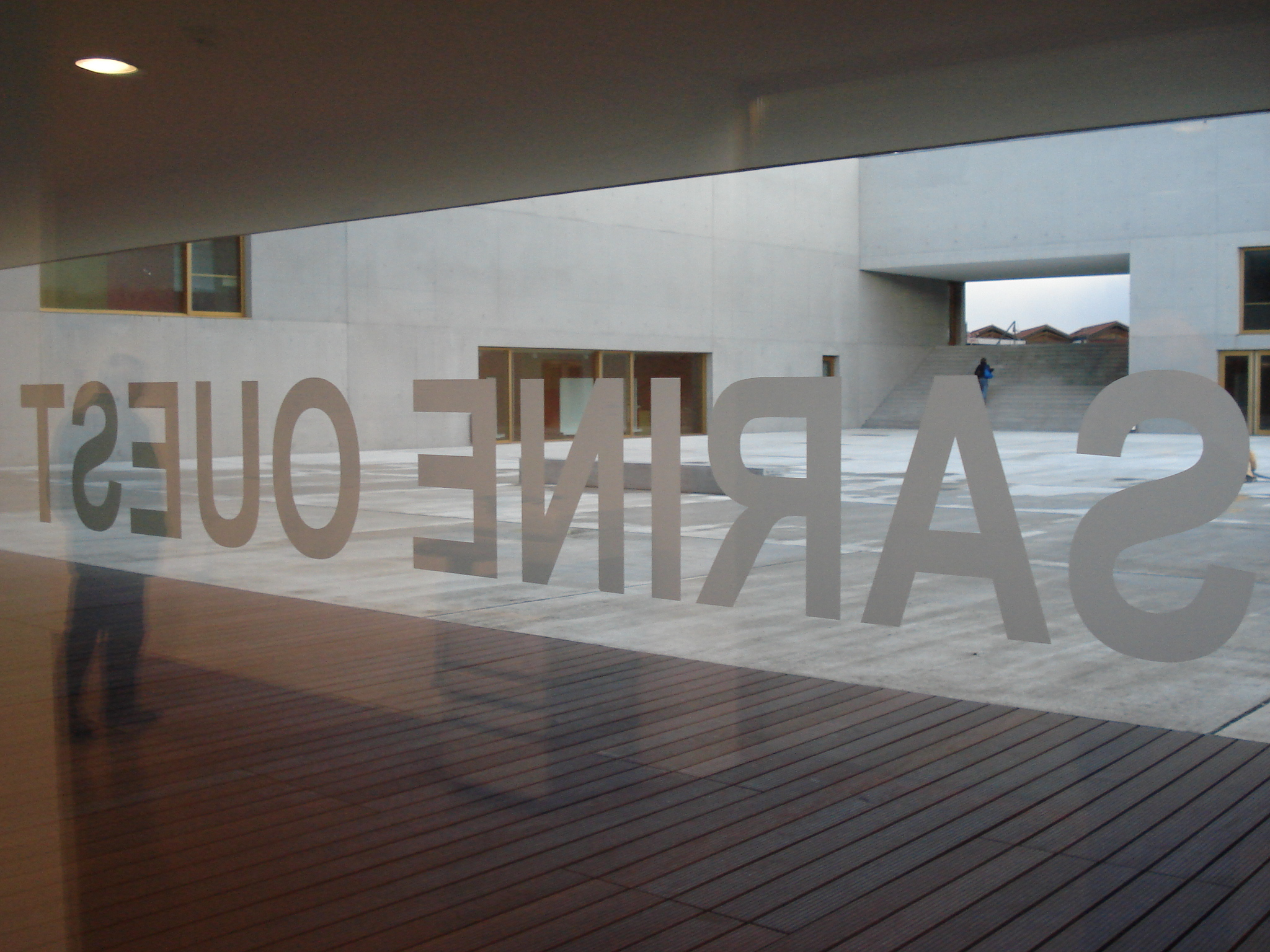
Entrée du C.O. de Sarine-Ouest.

La population d'Avry a augmenté peu à peu. En prenant en compte son territoire actuel (depuis 2001), la future Commune d'Avry comptait 252 habitants en 1811 (189 à Avry-s-M. et 63 à Corjolens). En 1900, le chiffre cumulé était de 490 habitants (409 et 81). Pour les années 1950, la population stagnait à 438 habitants (348 et 90). Enfin en 1990, la population arrivait à 1124 habitants (1040 et 84). Fin 2007, la population d'Avry se fixait à environ 1 650 habitants. Par son développement soutenu dès les années 1960 et 1970 et sa proximité avec la ville de Fribourg, Avry est typiquement une commune périurbaine.
La gare CFF de Rosé offre de bonnes liaisons avec Fribourg et Berne, de même qu'avec Lausanne via la gare de Romont. Un réseau dense de bus relie Avry à Fribourg. La gare de Rosé est aussi le début de plusieurs lignes de bus et car postal pour les villages voisins. Avry se trouve à trois kilomètres de l'entrée de l'autoroute A12. La route cantonale qui traverse la Commune d'Avry évite le bourg d'Avry-sur-Matran. Elle a été construite en 1836. La gare CFF de Rosé a été inaugurée en septembre 1862.
En 2004, le cycle d'orientation de Sarine-Ouest a été ouvert à Avry. Cette école du degré secondaire I, (dernier degré de l'école obligatoire) accueille tous les enfants de la région. En 2007, le bâtiment définitif du cycle d'orientation, œuvre du bureau d'architecture Simonet et Chappuis à Fribourg a ouvert ses portes. Près de 500 élèves le fréquentent tous les jours. Une salle de spectacle et une bibliothèque régionale font aussi partie du complexe et ont été financées par la commune d'Avry, pour ses propres besoins.
Avec 1 341 places de travail sur son territoire, Avry est aussi un centre économique local. La majorité des emplois (1082) se trouvent dans le secteur tertiaire. Le secteur primaire occupe 54 postes et le secondaire 205.
Conjointement avec le canton et l'Agglomération, la Commune planifie la création d'une seconde gare CFF, non loin des centres commerciaux et du Cycle d'Orientation de Sarine-Ouest. Cette nouvelle gare fait partie du projet d'agglomération, piloté par l'Agglomération politique. Elle permettra notamment de desservir l'Ouest de l'agglomération fribourgeoise grâce à l'extension de ligne des S-Bahn bernois.
Avry compte enfin un grand centre commercial. Il a été ouvert en 1973 par la Migros qui en a fait un centre MMM. Nommé Avry-Centre, le centre accueille aussi 50 autres commerces dont des grandes enseignes internationales tels le géant suédois H&M, les groupes C&A, Esprit ou McDonald's. Un second centre commercial a été ouvert sur le territoire de la commune et se nomme Avry-bourg. Il regroupe des sièges d'entreprises ainsi que des commerces de proximité, d'ameublement et de services. À Rosé, une zone industrielle accueille notamment l'entreprise Veolia Environnement.

## Politique et finances
La commune d'Avry fait partie de l'Agglomération fribourgeoise. Cette entité supra-communale a repris les domaines des transports, de la protection de l'environnement, de la culture et de la promotion économique. Elle regroupe autour de la ville de Fribourg, les communes d'Avry, Villars-sur-Glâne, Düdingen, Corminboeuf, Granges-Paccot, Givisiez, Belfaux, Marly et Matran.
La commune elle-même est dirigée par un Conseil communal de sept membres dont le syndic et le vice-syndic. Le législatif de la Commune est représenté par l'assemblée communale jusqu'en 2015. Siégeant 3 à 4 fois par an, elle regroupe tous les citoyens d'Avry. Elle adopte les budgets et les comptes communaux et décide tous les investissements. Depuis 2016, un Conseil général élu fonctionne comme législatif communal.
Depuis les élections communales de 2011, une majorité de centre gauche dirige le Conseil communal. Les Conseillers communaux d'Avry élus aux élections générales : Benoît Piller, Maurice Clément, Geneviève Renevey (Alliance Socialistes et Sympathisants), Marc Antoine Messer, Pauline de Chambrier (Liste citoyenne), Daniel Schafer et Michel Moret (Alliance du Centre-Droit). À la suite du retrait de Marc Antoine Messer, Eliane Dévaud-Sciboz occupe depuis novembre 2012 le deuxième siège de la Liste citoyenne.
Aux élections communales de 2016, trois listes présentent des candidats pour le Conseil communal. Pour la première fois, des élections pour le Conseil général ont lieu simultanément. La liste Alliance Socialistes et Sympathisants obtient trois sièges au Conseil communal; Benoît Piller et Maurice Clément, sortants, sont réélus, tandis que Laurent Dessibourg, ancien conseiller communal décroche le troisième siège obtenu en 2011 par Geneviève Renevey. La Liste citoyenne pour sa part n'obtient qu'un siège, qu'occupe Eliane Dévaud-Sciboz, par rapport aux deux sièges qu'avaient obtenu Pauline de Chambrier et Marc Antoine Messer en 2011. Enfin, l'Alliance du Centre-Droit fait réélire ses deux conseillers sortants, Daniel Schafer et Michel Moret et obtient un siège supplémentaire qu'occupe l'ancien conseiller communal Charles Page (déjà en poste de 1982 à 2001). A la reconstitution du Conseil communal, M. Piller n'ayant pas été reconduit Syndic pour un quatrième mandat consécutif, celui-ci démissionne du Conseil communal. Marius Achermann de la liste Socialistes et Sympathisants reprend le fauteuil vacant.
| Début | Fin  | syndic                                           | vice-syndic            |
| ----- | ---- | ------------------------------------------------ | ---------------------- |
| 1860  | 1879 | Étienne Rossier                                  |                        |
| 1879  | 1883 | Julien Gumy                                      |                        |
| 1883  | 1887 | Jean Rossier                                     |                        |
| 1887  | 1891 | Étienne Chatton                                  |                        |
| 1891  | 1896 | Louis Rossier                                    |                        |
| 1896  | 1907 | Julien Gumy                                      | Louis Gumy             |
| 1907  | 1911 | Claude Rossier                                   | Joseph Page            |
| 1911  | 1920 | Henri Humbert                                    | Ernest Gumy            |
| 1920  | 1922 | Aloys Gumy                                       | Henri Humbert          |
| 1922  | 1926 | Jean Gumy                                        | Henri Humbert          |
| 1926  | 1930 | Alphonse Rossier                                 | Henri Humbert          |
| 1930  | 1938 | Alphonse Rossier                                 | Jean Gumy              |
| 1938  | 1946 | Alphonse Rossier                                 | Henri Humbert          |
| 1946  | 1954 | Alphonse Rossier                                 | Eugène Mettraux        |
| 1954  | 1958 | Léon Page                                        | Eugène Mettraux        |
| 1958  | 1960 | Joseph Gumy                                      | Léon Page              |
| 1960  | 1970 | Joseph Gumy                                      | Michel Page            |
| 1970  | 1978 | Charles Bielmann                                 | Georges Furrer         |
| 1978  | 1982 | Jean-Marie Barras                                | Roland Berset          |
| 1982  | 1986 | Roland Berset                                    | Bernard Kroug          |
| 1986  | 1991 | Roland Berset                                    | Jean-Daniel Grand      |
| 1991  | 1996 | Dominique Schmid                                 | Christiane Mory        |
| 1996  | 2001 | Christiane Mory                                  | Dominique Schmid       |
| 2001  | 2003 | Christiane Mory                                  | Jean-Claude Genilloud  |
| 2003  | 2004 | Conseil de gestion mandaté par le Conseil d'État | vacant                 |
| 2004  | 2011 | Benoît Piller                                    | Peter Mosimann         |
| 2011  | 2016 | Benoît Piller                                    | Michel Moret           |
| 2016  |      | Michel Moret                                     | Eliane Sciboz - Dévaud |

| Début | Fin  | Conseillers communaux (sauf syndics et vice-syndics) |
| ----- | ---- | --- |
| 1899  | 1903 | Claude Rossier, Jean Gumy, Joseph Page |
| 1903  | 1907 | Claude Rossier, Gaspard Rossier, Joseph Page |
| 1907  | 1911 | Ernest Gumy, Gaspard Rossier, Jean Gumy |
| 1911  | 1918 | Alphonse Rossier, Gaspard Rossier, Étienne Egger |
| 1918  | 1920 | Alphonse Rossier, Aloys Gumy, Jean Gumy |
| 1920  | 1922 | Alphonse Rossier, Ernest Gumy, Jean Gumy |
| 1922  | 1926 | Alphonse Rossier, Ernest Gumy, Léon Page |
| 1926  | 1930 | Étienne Egger, Ernest Gumy, Léon Page |
| 1930  | 1938 | Henri Humbert, Ernest Gumy, Léon Page |
| 1938  | 1946 | Eugène Mettraux, Louis Gumy, Léon Page |
| 1946  | 1950 | Armand Burgy, Louis Gumy, Léon Page |
| 1950  | 1954 | Armand Burgy, Fritz Gebhart, Léon Page |
| 1954  | 1958 | François Burgy, Fritz Gebhart, Louis Gumy |
| 1958  | 1962 | François Burgy, Paul Bielmann, Fritz Wyss |
| 1962  | 1966 | François Burgy, Paul Bielmann, Fritz Wyss |
| 1966  | 1970 | Georges Furrer, Jean Mettraux, Fritz Wyss |
| 1970  | 1974 | André Gumy, Jean Mettraux, Fritz Wyss |
| 1974  | 1978 | Jean-Marie Barras, Marius Barras, René Rossier |
| 1978  | 1982 | André Gétaz, Marius Barras, René Rossier |
| 1982  | 1986 | André Gétaz, Charles Page, Armand Burgy, Ernest Sallin, Jean-Daniel Grand                                                                                             |
| 1986  | 1991 | Nicolas Favre, Pascal Schmid, Françoise Chappatte, Armand Burgy, Maurice Richoz, Marthe Sieglé, Laurent Dessibourg, Christiane Mory, Dominique Schmid, Gérald Rossier |
| 1991  | 1996 | Nicolas Favre, Gérald Rossier, Laurent Dessibourg, André Rotzetta, Gonzague Egger, Benoît Stempfel, Marianne Python                                                   |
| 1996  | 2001 | Nicolas Favre, Charles Page, Laurent Dessibourg, Michel Nicolet, Benoît Stempfel, Jean-Claude Genilloud, Suzanne Schaer                                               |
| 2001  | 2003 | Benoît Stempfel, Anne-Françoise Renevey, Jean-René Haag, Jean-Pierre Python, Georges Messer, Claude Gendre, Suzanne Schaer, Pauline de Chambrier                      |
| 2003  | 2004 | Conseil de gestion mandaté par le Conseil d'État |
| 2004  | 2006 | Jean-Claude Genilloud, Carlos Terradillos, Pauline de Chambrier, Charles Bielmann, Roland Berset, Jean-Philippe Holzer, Marc Antoine Messer                           |
| 2006  | 2011 | Carlos Terradillos, Marc Antoine Messer, Christine Perla, Roland Berset, Pauline de Chambrier                                                                         |
| 2011  | 2016 | Marc Antoine Messer, Pauline de Chambrier, Maurice Clément, Geneviève Renevey Daniel Schafer, Eliane Dévaud-Sciboz                                                    |
| 2016  | 2021 | Maurice Clément, Christian Hofmann, Marius Achermann Charles Page, Laurent Dessibourg                                                                                 |

Les autorités d'Avry ont connu au fil des décennies une vague importante de départs et d'arrivées. De 1978 à 2013, en quarante-cinq ans, ce sont 42 membres de l'exécutif qui se sont succédé pour gérer la Commune. La parité homme-femme n'est pas bien représentée pour ce même laps de temps, puisque 32 hommes ont siégé au Conseil communal alors que seules 10 femmes ont fait de même. Certaines législatures ont provoqué plus de démissions que d'autres. La législature 1986-1991 a compté 5 démissions et la législature la plus agitée, 2001-2006 a totalisé 10 démissions (alors que le Conseil comptait 9 membres).
De 1982 à 2004, tous les syndics ont connu des démissions de membres de leur conseil. La syndique Mory totalise à elle-seule 12 démissions de conseillers communaux pour ses huit ans de syndicature. Seul le syndic Piller depuis 2004, n'a pas connu de démission pendant une législature entière (2006 - 2011), malgré des frictions au sein de l'exécutif. Quoi qu'il en soit l'intérêt pour la vie politique locale continue d'exister. Depuis 1954, sauf une exception (1970), toutes les élections de législature ont compté plus de candidats que de siège à repourvoir. En 1954 déjà, alors que le village ne comptait qu'environ 410 habitants, 9 candidats se présentaient pour 5 sièges, puis en 1966, 10 candidats, en 1974, 14 pour 5 sièges et en 2006 19 candidats pour 7 sièges. À l'inverse, en 2001, pour 9 sièges on ne connait que 13 candidats, alors que la population avait dépassé les 1 200 habitants. Le maximum de 20 candidats pour 7 sièges a été atteint en 2011.
À ce jour, depuis 1900, un seul syndic est décédé en cours de mandat, il s'agit de M. Julien Gumy (1907). Si plusieurs syndics ont démissionné en cours de législature, un seul a été « rétrogradé » pendant son mandat, du poste de syndic à celui de vice syndic, il s'agit de M. Humbert en 1920. Celui-ci, malgré ses demandes d'être déposé de son statut de syndic dans le courant de l'année 1919 avait été de nouveau réélu syndic début 1920, après les élections de la nouvelle législature.
Les finances communales d'Avry ne connaissent pas de difficultés particulières. En 2006, la Commune n'avait pas de dette mais un capital net d'environ 2 millions de francs suisses. Cette sécurité financière permet à la Commune d'Avry de pratiquer un taux d'impôt communal en dessous de la moyenne des communes fribourgeoises.
Le Conseil général d'Avry
Depuis 2016, le législatif communal d'Avry a été transformé en Conseil général de trente membres. Aux élections communales de février 2016, trois listes présentaient des candidats pour le législatif. L'Alliance Centre-droit a obtenu 13 sièges, l'Alliance Socialistes et Sympathisants 10 sièges et la Liste citoyenne 7 sièges.

## Monuments et curiosités
Le château d'Avry-sur-Matran qui se tient au centre du vieux village est une maison de maître construite au XVIIIe s. par la famille Buman.

## Manifestations
La vie associative et sportive d'Avry est riche et compte des sociétés de gymnastique, de tennis de table, de fit bike, de tir, d'uni-hockey ainsi qu'un club d'athlétisme renommé. Avry est membre du club de football FC Piamont.
La vie culturelle est aussi bien développée. Des concerts sont organisés plusieurs fois par année dans la chapelle d'Avry de même que des expositions de peinture ou de photographie. Avry est membre de l'association Coriolis et soutient ainsi financièrement les activités culturelles de la ville de Fribourg et de son agglomération.